# Malcanów (województwo mazowieckie)

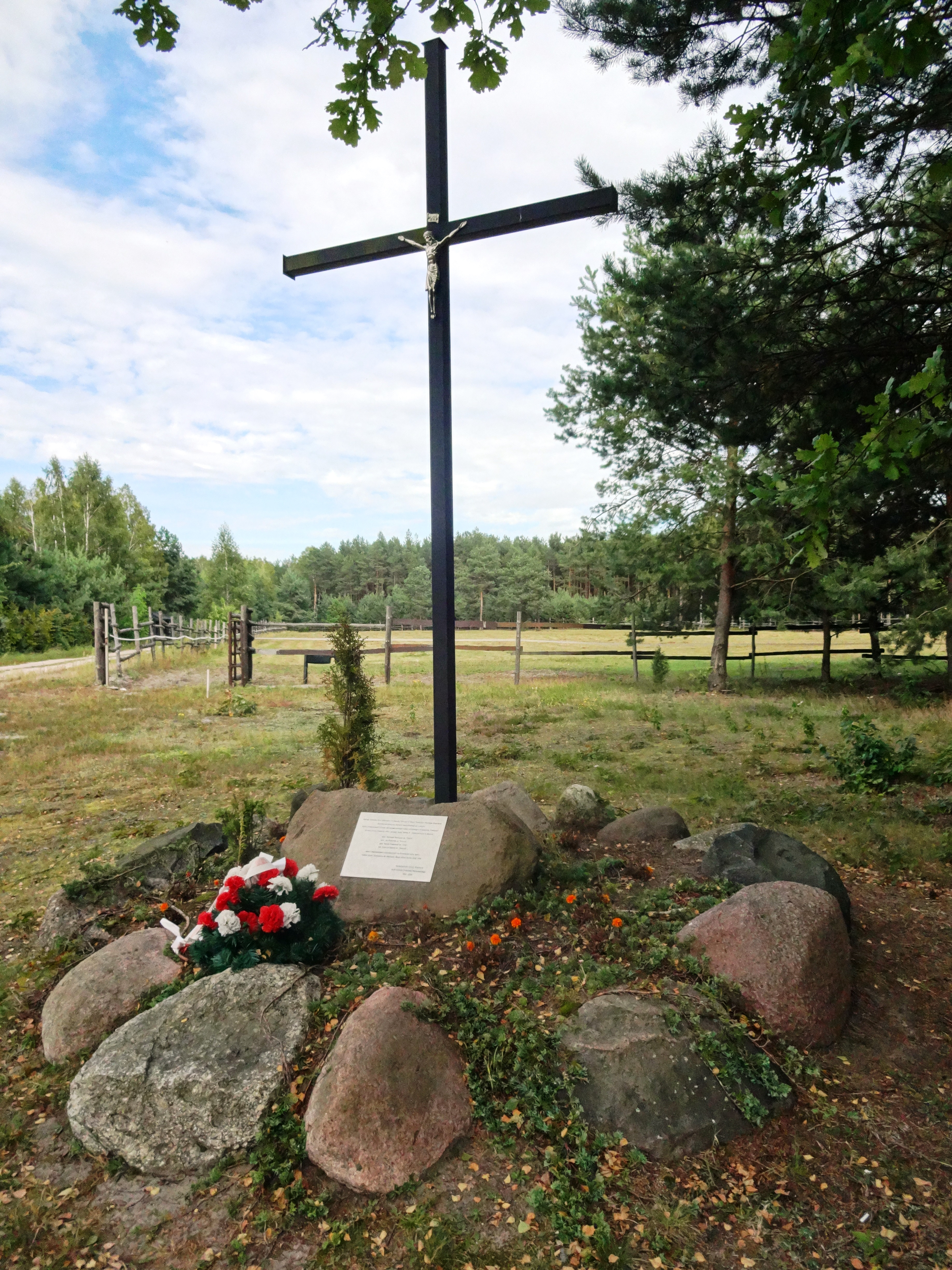
Zrzutowisko „Pierzyna”

Malcanów – wieś w Polsce położona w województwie mazowieckim, w powiecie otwockim, w gminie Wiązowna. 
| SIMC    | Nazwa    | Rodzaj    |
| ------- | -------- | --------- |
| 1057858 | Piskorz  | część wsi |
| 1057960 | Serafina | część wsi |

W latach 1975–1998 miejscowość administracyjnie należała do województwa warszawskiego. Obecnie jest dynamicznie rozwijająca się podwarszawską miejscowością.
Wieś jest sołectwem w gminie Wiązowna.
Wierni Kościoła rzymskokatolickiego należą do parafii św. Wojciecha Biskupa i Męczennika w Wiązownie.

## Geneza nazwy
Wieś założona w 1814 r. W 1827 r. wchodziła w skład dóbr Duchnów. W 1834 r. odnotowano nazwę Maltzanów, pochodzącą od nazwiska baronów von Maltzan (Maltzan zu Wartenberg und Penzlin), dawnych właścicieli. Z tym rodem związana jest również nazwa sąsiedniej wsi Pęclin, która pochodzi od siedziby rodowej Penzlin w Meklemburgii.

## Historia
W 1827 r. we wsi było osiem zagród, w którym mieszkały 42 osoby. W 1921 było tu 26 chałup i mieszkało 195 osób. W 1947 wieś zamieszkiwało 192 osoby. Po komasacji gruntów w okresie międzywojennym wieś została rozproszona. Obecnie wieś zamieszkuje 280 mieszkańców. 

## Lądowisko „Pierzyna”
Oddziały VII Obwodu „Obroża” Armii Krajowej odebrały w okresie do 1 sierpnia 1944 r. 5 lotniczych zrzutów ludzi, broni i materiałów wojskowych. Były to akcje o dużym znaczeniu dla działalności konspiracyjnej. Poniżej przedstawiamy relację uczestnika odbioru zrzutu przez Placówkę AK Wiązowna – Rejon IV Fromczyn, w Obwodzie „Obroża”.
Zrzut został wykonany nocą z 3 na 4 kwietnia 1944 roku na zrzutowisko o kryptonimie „Pierzyna”, przygotowanym i dozorowanym przez Placówkę AK Wiązowna liczącą 5 plutonów liniowych i blisko 300 żołnierzy. Akcją kierował prof. Marian Mazowiecki „Ludomir”, komendant Placówki i jednocześnie d-ca IV kompanii w Rejonie Fromczyn. W sprawozdaniu nawigatorów, które składano po powrocie z lotów do Polski, w części tyczącej tego zrzutu odnotowano: „Pierzyna”... Ekipa Weeller 5. Zrzut na placówkę zasadniczą o g. 00.15. nalotów 3. Ludzie skakali przy 3. Litera rozpoznawcza dobrze nadana. Spadochrony otworzone". Oprócz 4 skoczków spadochronowych z 498 000 dolarów zostało zrzuconych 9 zasobników i 6 paczek zawierających broń i inny sprzęt wojskowy.
Każdego roku mieszkańcy, kombatanci, uczniowie szkół i władze gminy spotykają się pod krzyżem na zrzutowisko o kryptonimie "Pierzyna" by oddać hołd uczestnikom tego ważnego wydarzenia z 3 na 4 kwietnia 1944 roku. 

## Znani ludzie z Malcanowa
- rtm. Władysław Ząberg (ur. 6 listopada 1915, zm. 5 lutego 2015[9][10]) – żołnierz 1 Pułku Szwoleżerów Józefa Piłsudskiego, szwadronu ciężkich karabinów maszynowych oraz Armii Krajowej obwodu „Obroża”. Uczestnik kampanii wrześniowej 1939 r. W trakcie okupacji organizator konspiracji w Malcanowie, swoje umiejętności z wojska wykorzystał szkoląc ochotników do Armii Krajowej. Trzykrotnie zatrzymywany przez NKWD, trzykrotnie zbiegł z więzienia. W 2012 roku awansowany na stopień kapitana.

## Organizacje i Stowarzyszenia
- Ochotnicza Straż Pożarna w Malcanowie – OSP Malcanów jest dobrze wyposażoną i świetnie wyszkoloną jednostką mającą swoje początki w dwudziestoleciu międzywojennym. Corocznie bierze udział wielu akcjach ratowniczo-gaśniczych na terenie gminy i powiatu.
- Stowarzyszenie Szwadron Warszawa w barwach 1 Pułku Szwoleżerów Józefa Piłsudskiego – Stowarzyszenie kultywujące tradycje kawaleryjskie. Członkowie Stowarzyszenia biorą udział w uroczystościach o charakterze patriotyczno-wojskowym.

## Ciekawe miejsca
- Ok. 1 km na wsch. od wsi Malcanów zaczyna się ramię ciekawej parabolicznej, zalesionej wydmy sięgającej 137 m n.p.m. W starych, rozwiewanych warstwach piasku spotyka się ślady wyrobów kultury świderskiej.
- W byłej szkole znajduje się tablica poświęcona nauczycielowi, założycielowi i dowódcy Placówki Wiązowna działającej w ramach Armii Krajowej — por. Marianowi Mazowieckiemu ps. Ludomir.
- Przy ul. Kotliny znajduje się pomnik upamiętniający zrzut aliancki, który miał miejsce w nocy z 3 na 4 kwietnia 1944 r.